# Ruelisheim
Ruelisheim – miejscowość i gmina we Francji, w regionie Grand Est, w departamencie Górny Ren.
Według danych na rok 1990 gminę zamieszkiwały 2653 osoby, a gęstość zaludnienia wynosiła 365 osób/km² (wśród 903 gmin Alzacji Ruelisheim plasuje się na 94. miejscu pod względem liczby ludności, natomiast pod względem powierzchni na miejscu 361.).